# ॼ
Cette page contient des caractères spéciaux ou non latins. S’ils s’affichent mal (▯, ?, etc.), consultez la page d’aide Unicode.
ॼ, appelé j̈a et transcrit j̈, est une consonne de l’alphasyllabaire devanagari utilisée dans l’écriture du sindhi.

## Utilisation
En sindhi ‹ ॼ › représente une consonne occlusive injective palatale /ʄ/. Par exemple dans le mot ॼाण (j̈āna, ڄاڻَ), « information, savoir ».

## Représentations informatiques
| formes | représentations | chaînes de caractères | points de code | descriptions                                      |
| ------ | --------------- | --------------------- | -------------- | ------------------------------------------------- |
| pleine | ॼ               | ॼ                     | U+097C         | lettre devanagari djja                            |
| morte  | ॼ्               | ॻ◌्                    | U+097B U+094D  | lettre devanagari djja, symbole devanagari virama |